# 曹人傑
曹人傑，贵州贵阳人，清朝政治人物、同進士出身。
嘉慶十六年（1811年）辛未科進士，三甲五十七名，官江西上饒縣知縣。